# Песня о Буревестнике

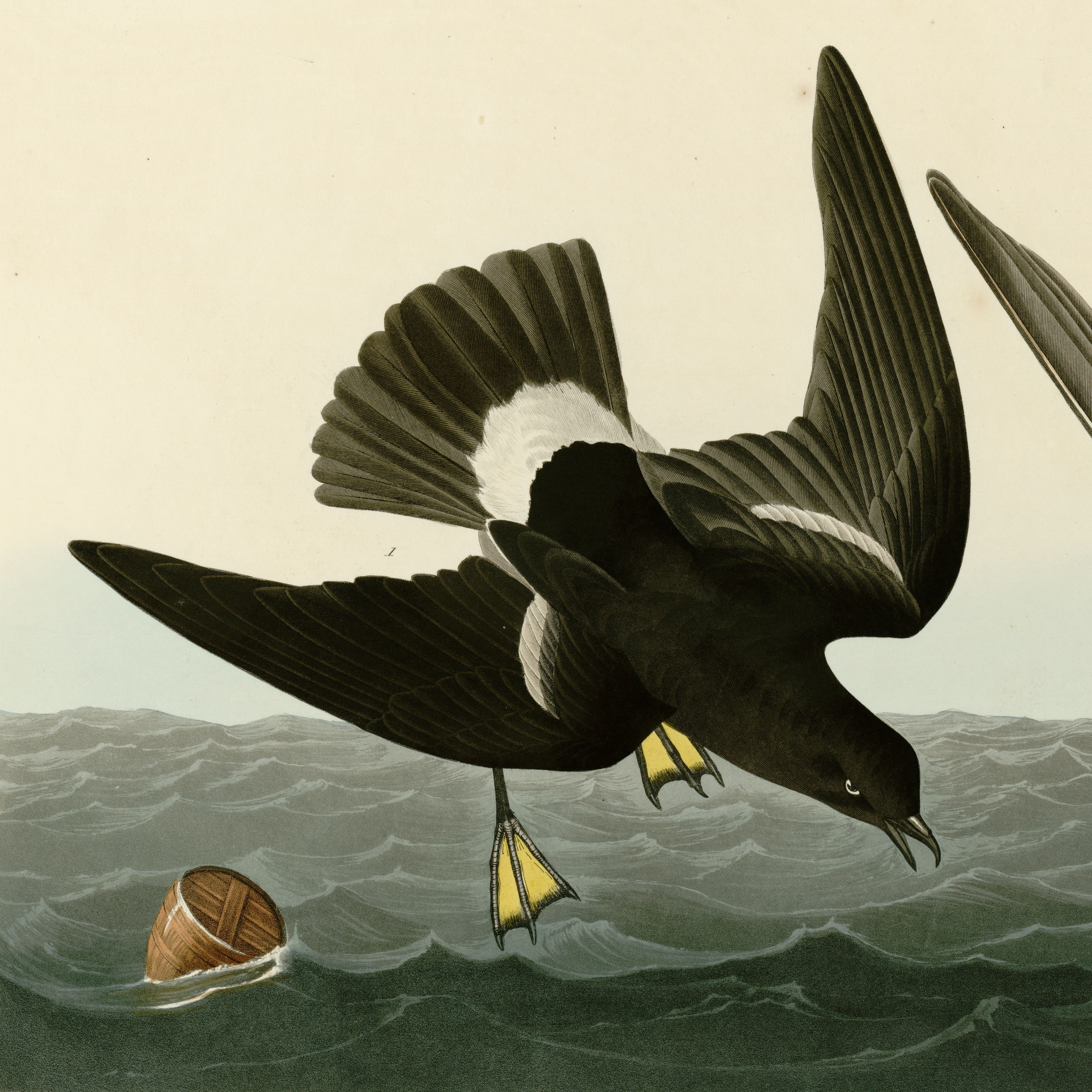
Буревестник, написанный Джоном Джеймсом Одюбоном

«Песня о Буревестнике» — поэма в прозе, литературное произведение Максима Горького, написанное в марте 1901 года.

## История написания
«Песня о Буревестнике» вдохновлена разгоном студенческой демонстрации у Казанского собора в Санкт-Петербурге 4 марта 1901 года. Писатель в это время был связан с московской организацией «Искры», вёл революционную пропаганду среди студентов и рабочих, выступал против преследования студентов и неоднократно становился инициатором широких общественных протестов. «…В сердце у меня горят зори весенние и дышу я во всю грудь», — писал он весной 1901 года. 
Первоначально стихотворение являлось частью сатирического рассказа «Весенние мелодии», где разные слои общества изображались в виде птиц. Песнь «О Буревестнике» принадлежит Чижу, представляющему молодое поколение. Цензура запретила издавать рассказ целиком, но не распространила запрет на песню чижа. В результате стихи были опубликованы в журнале «Жизнь» как самостоятельное произведение. 
17 апреля Горького и его близкого друга-поэта арестовали, а затем выслали из Нижнего Новгорода. В мае журнал «Жизнь» был закрыт.

## Значение
Выход журнала с «Песней о Буревестнике» вызвал переполох среди жандармов. После выхода «Песни о Буревестнике» самого автора стали называть «буревестником» и «буреглашатаем». «Песня» была одним из поводов к запрещению журнала: номер, в котором она напечатана, стал последним. Однако на этом распространение произведения не закончилось. «Песня о Буревестнике» была включена в сборники революционных стихов и песен, выходивших за границей. Ставшая в годы первой русской революции боевым паролем, «Песня о Буревестнике» вызывала ненависть в лагере реакции. В передовых кругах русского общества «Песня о Буревестнике» была принята как пламенная революционная прокламация; произведение широко распространялось через нелегальные издания.
«Песня о Буревестнике» являлась одним из эффективных средств революционной пропаганды, призывающим на борьбу с самодержавием.

## Критика
Антон Чехов критиковал Горького за «Песню о Буревестнике». Сталинские репрессии коснулись граждан, сомневающихся в литературном значении этого произведения. Так, по воспоминаниям Олега Волкова:

Сел я за великого пролетарского писателя, — рассказывал Иван Сергеевич. — Вернее, как сформулировано в обвинении, за его дискредитацию. Это я так неудачно свои именины отпраздновал. Были гости, все свои, между прочим: друзья по работе, старые приятели. Зашёл заговор о Горьком… Нечистый и дёрнул меня сказать — не нравится мне, мол, его язык: вычурный, много иностранных слов… Да ещё приплел Чехова, назвавшего «Песню о Буревестнике» набором трескучих фраз.— «Погружение во тьму»

## В культуре
- «Песня» была положена на музыку П. Н. Ренчицким (мелодекламация).
- По сюжету мультфильма «Буревестник» (2004) ученица читает стихотворение Горького, слова которого становятся реальностью.
- С произведением Горького буквально и визуально перекликается песня из мультфильма «В синем море, в белой пене...» (1984).
- В художественном фильме «Криминальный талант» (1988) главная героиня, Александра Рукояткина, на вопрос следователя прокуратуры Рябинина начинает читать стих Максима Горького «Песня о Буревестнике».
- В мультсериале «Смешарики» была серия Дмитрия Яковенко «Буревестник». Поэма стала основой серии, в которой имелись отсылки к строкам. Например, строки песни в серии почти такие же. При этом Пин сказал: «Пусть сильнее грянет буря!», — что также создаёт отсылку к поэме, а Карыч читает отрывок из «Песни о Буревестнике», когда все (кроме Лосяша) пришли хвалить Пина за труд, чтобы убрать дождь и грозу.